# Charles-Nicolas Dodin
Pour les articles homonymes, voir Dodin.
 (mai 2016).
Charles-Nicolas Dodin est un peintre sur porcelaine français, né à Versailles le 1er janvier 1734, et mort à Sèvres le 9 février 1803.

## Biographie
Fils d'un épicier versaillais, Charles-Nicolas Dodin voit le jour le 1er janvier 1734 et est baptisé à l'église Saint-Louis à Versailles.
Il est employé à la manufacture de Vincennes en 1754, alors qu'il avait fait des études le destinant à la carrière militaire. Son talent est très vite remarqué d'autant qu'il fait rapidement de très grands progrès. Avec le temps, sa palette s'étoffe, et il se spécialise dans la reproduction des œuvres de François Boucher. Il peint également des paysages et des chinoiseries. Débutant avec un salaire initial de 24 livres, il gagne 100 livres en 1774, ce qui en fait un des peintres les mieux payés de la manufacture. Il touche également une indemnité de logement. Il signe, dès l'origine, ses œuvres de la lettre « K ».
En 1756, il suit le déménagement de la manufacture de Vincennes à Sèvres.

## Œuvres dans les collections publiques
Aux États-Unis

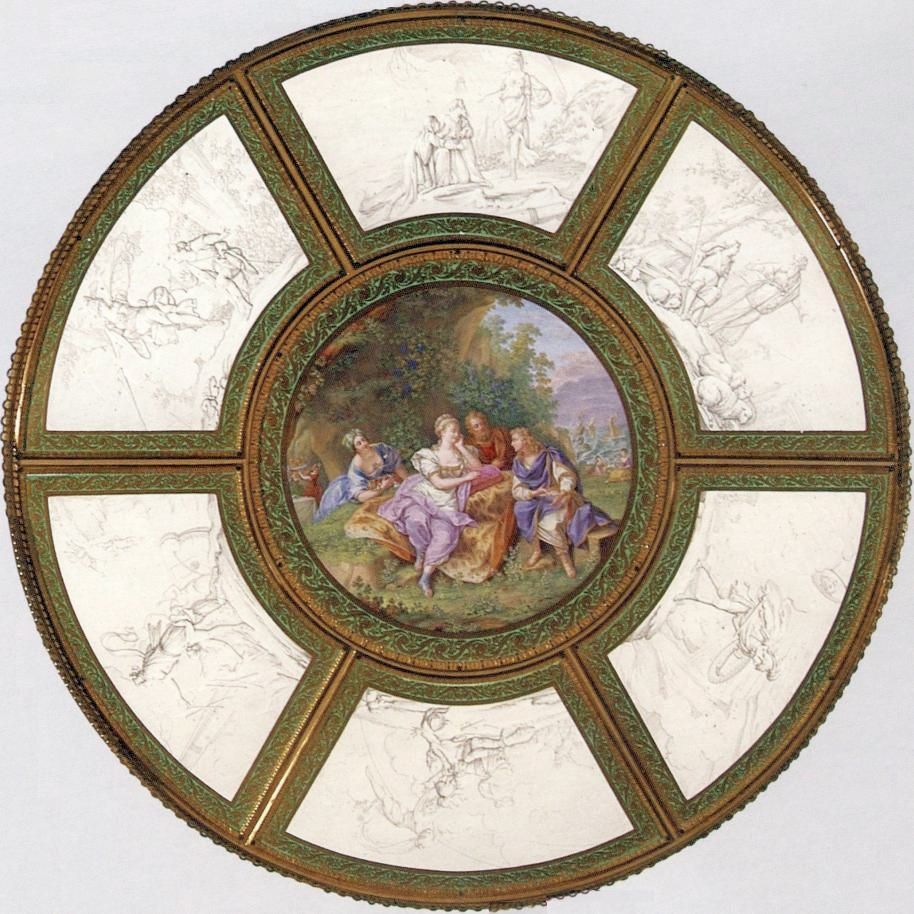
Guéridon par Dodin.

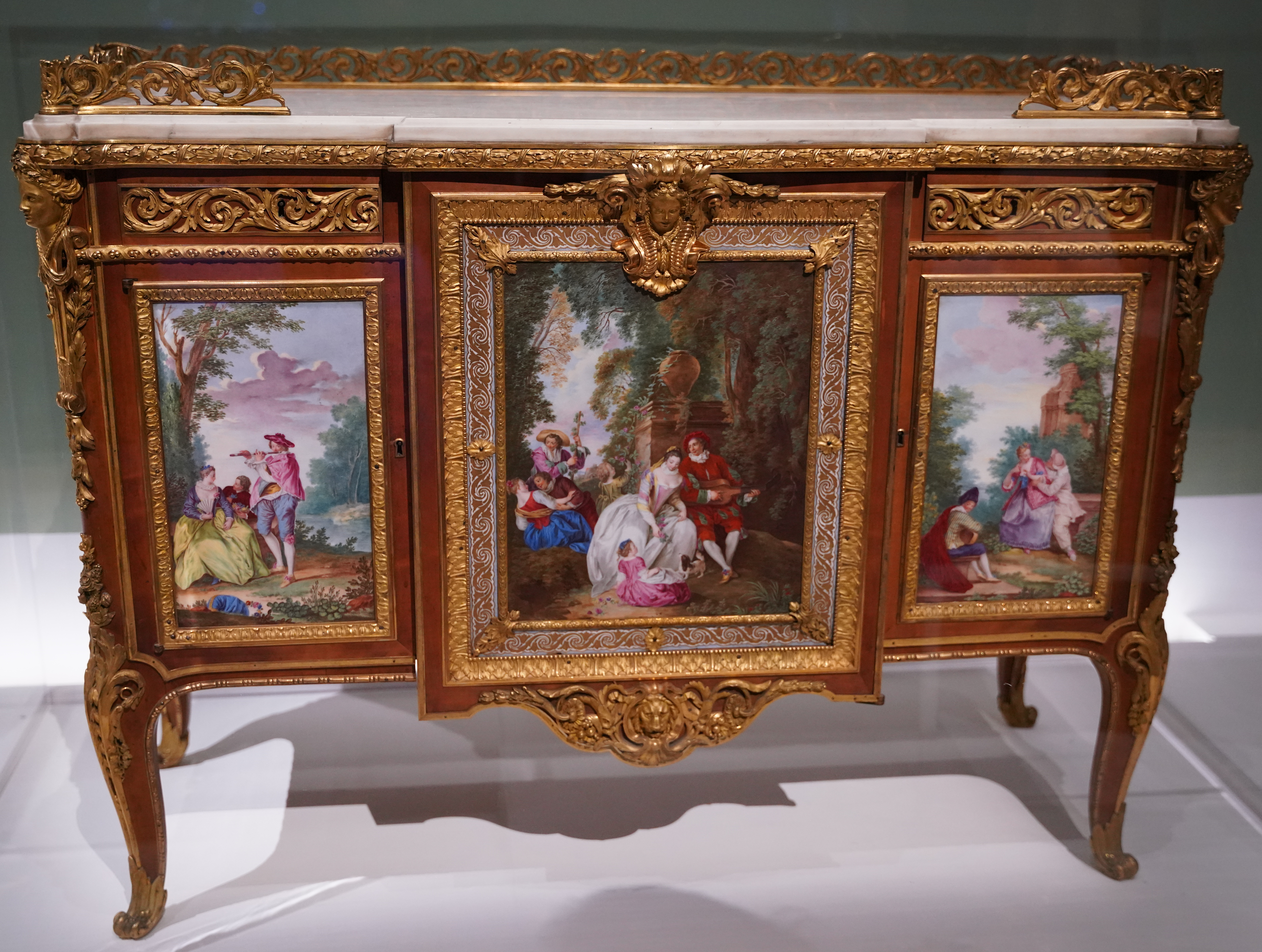
Commode décorée par Dodin.

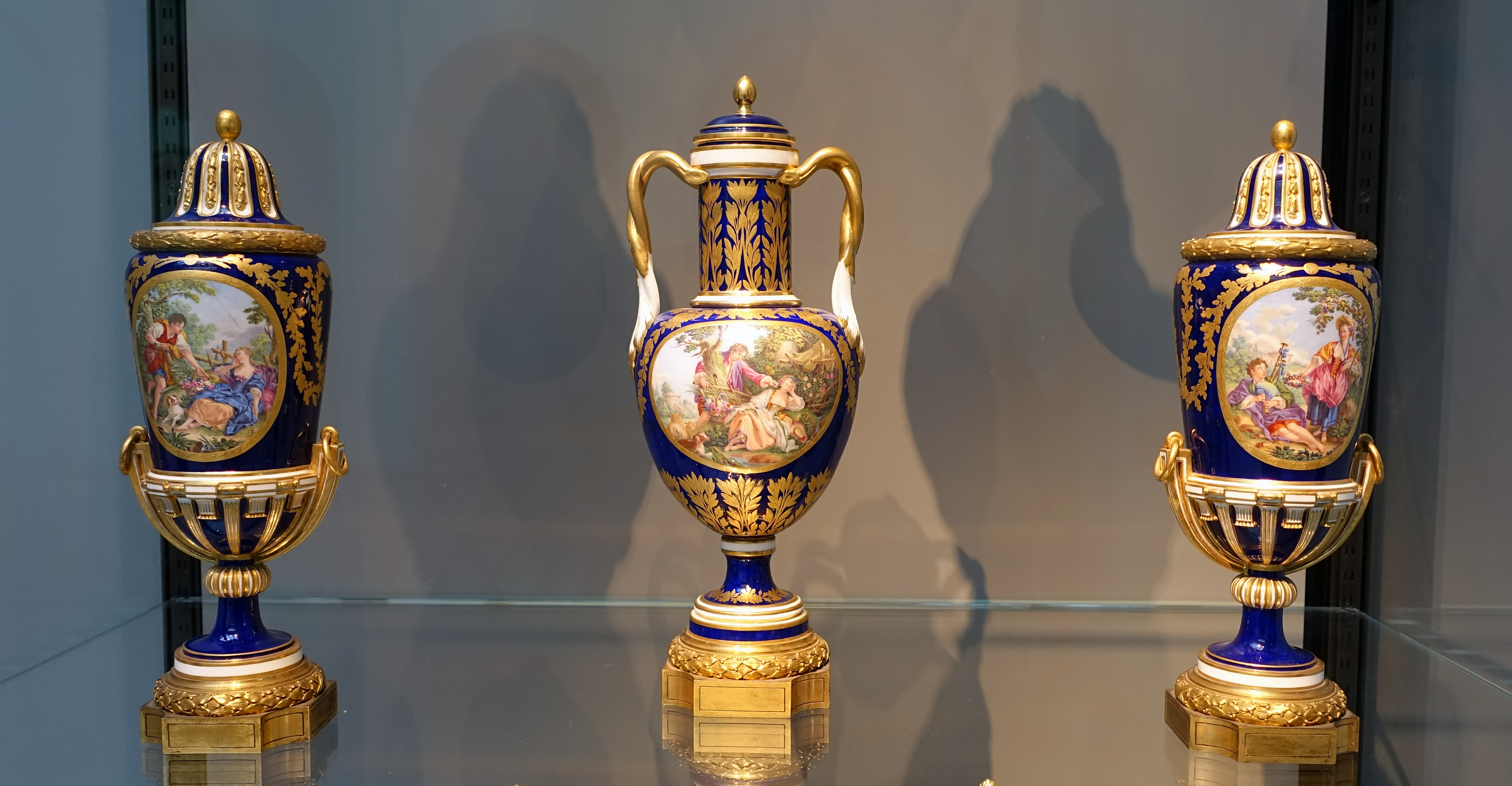
Vases.

- Boston, musée des beaux-arts : garniture composée de trois vases « hollandais » à fond bleu céleste, 1758 ;
- New York, Metropolitan Museum of Art : Vase  des âges, en première grandeur à fond bleu nouveau ;

En France
- Paris :
  - musée du Louvre :
    - Commode de Madame du Barry attribué à Martin Carlin, vers 1772. Deux plaques de porcelaine : d'après le tableau Par une tendre chansonnette de Nicolas Lancret (1690-1743) gravé par Charles-Nicolas Cochin, ornant le côté gauche ; L'Agréable société, avant 1772, d'après une œuvre de Jean-Baptiste Pater (1695-1736) gravée par Filloeul, au centre de la commode ;
    - Vase à dauphins, 1755, vase en deux parties, servant à faire pousser les tulipes, porcelaine tendre et bronze doré (poignées), Manufacture de Vincennes, 11,5 × 19 cm (cornet), 18,9 × 15,1 cm (gobelet). Inscriptions peintes : double « L » entrelacés avec la lettre « C » (1755) sous le vase et le gobelet, signature « K » pour Charles François Dodin ;
    - Horloge ;

  - musée Carnavalet ;
- Versailles, château de Versailles : neuf plaques de porcelaine peinte dans les appartements de Louis XVI (salle à manger), quelques pièces du service de Louis XVI, différents vases ;

En Pologne
- Varsovie, musée du palais royal de Varsovie : guéridon du comte d’Artois représentant Les Aventures de Télémaque, 1777, chêne, acajou, porcelaine tendre peinte, bronze doré, laiton doré ;

En Russie
- Saint-Pétersbourg, musée de l'Ermitage : différents vases et le service de Catherine la grande (174 pièces livrées en 1778).